# Teatro Albéniz
El Teatro Albéniz es uno de los teatros más céntricos de Madrid (España), ubicado en el n.º 11 de la calle de la Paz. Se inauguró, con un aforo de mil butacas, en el año 1945, y se clausuró en 2008. Tras diversos problemas legales, reabrió en 2022 como parte de un complejo de teatro hotel y sala de ocio. El teatro fue diseñado inicialmente por un conjunto de arquitectos, del que destaca finalmente Manuel Ambrós Escanellas.   

## Historia
El promotor Maximino Moro encarga a comienzos de los años cuarenta la construcción de un teatro a dos arquitectos: José Luis Durán de Cottes y Rafael López Izquierdo. Cuando la obra se encuentra avanzada se incorpora Manuel Ambrós Escanellas que se encarga de la fachada y de la decoración de interiores del teatro. La construcción se realiza sobre un solar de poco más de mil trescientos metros cuadrados, comenzó en 1943.  
La inauguración del teatro el 31 de marzo de 1945 dio lugar a un nuevo teatro en la zona centro de Madrid. La obra fue "Aquella noche azul" de Alfonso Paso hijo. Esta inauguración fue muy esperada en la ciudad, pero su inauguración fue tomada con cierta polémica en los medios de comunicación. Alguno de los periódicos destaca el trazado del edificio, la decoración elegante de sus interiores y la labor como sala teatral. Los arquitectos iniciales del proyecto emitieron quejas acerca de los diseños reutilizados por Ambrós. Un objeto de polémica era el conjunto escultórico de la fachada, elaborado por el escultor Ángel Ferrant. Este conjunto escultórico se encastraba en nichos específicos diseñados por Ambrós. 
En los sótanos del edificio se instaló una sala de fiestas que se denominó primero Fantasía, se denominó después Folies y finalmente Xairo. El edificio y las funciones teatrales gozaron de un periodo de esplendor en la década de 1970. El teatro fue alquilado por la Comunidad de Madrid en 1985 y en temporadas sucesivas albergó tanto festivales promovidos por las administraciones públicas como espectáculos teatrales privados.
A finales del siglo XX disfrutó del nivel de protección 1 en el Plan General de Ordenación Urbana de Madrid. Pero en las revisiones del Plan posteriores no se logró alcanzar un nivel 2, lo que supuso finalmente que el teatro fuera un local de actuaciones. Una sentencia de 3 de junio de 2003 del Tribunal Superior de Justicia de Madrid permitió a los propietarios del local convertir el edificio en un Centro Comercial.
El año 2006 el Teatro es adquirido por una empresa inmobiliaria ya que la Comunidad de Madrid había renunciado a su compra. Se anuncia el cierre definitivo del local. En diciembre de 2008, tras un montaje de La vida es sueño, el teatro fue clausurado.

## Cierre y reapertura
Se creó una plataforma ciudadana denominada Plataforma de Ayuda al Teatro Albéniz que intentó mediante manifestaciones públicas e impulsando la declaración de Bien de Interés Cultural impedir la desaparición del local teatral y la preservación del hecho cultural que allí tuvo lugar. Esa plataforma, con el aval de más de 6000 firmas de ciudadanos e intelectuales, solicitó formalmente a la Comunidad de Madrid que el teatro fuera declarado Bien de Interés Cultural. La Comunidad de Madrid ni siquiera accedió a abrir el expediente para su tramitación lo que motivó que los promotores de la plataforma promovieran un recurso de alzada que también fue rechazado por la Comunidad de Madrid. Frente a ello, Eva Aladro Vico (portavoz) y Beltrán Gambier (abogado de la plataforma), promovieron un recurso contencioso administrativo que fue resuelto favorablemente por el  Tribunal Superior de Justicia de Madrid con fecha 15 de junio de 2011. Esta sentencia supone que el teatro está de momento preservado y que debe tramitarse la declaración de Bien de Interés Cultural originalmente pedida por la plataforma. En su día la Comunidad de Madrid decidió acatar la sentencia pero pospuso su ejecución hasta el momento en que la misma quedara firme. La sentencia ha quedado firme porque el Tribunal Supremo ha desestimado, con fecha 4 de diciembre de 2012, un recurso de casación interpuesto por la empresa Moro S.A., propietaria del teatro, interpuesto contra ella. 
En cumplimiento de la sentencia, la Comunidad de Madrid dio inicio a la tramitación del expediente administrativo para la declaración del Teatro Albéniz como Bien de Interés Cultural. En su discurrir, y pese a los informes favorables de la Real Academia de las Bellas Artes de San Fernando, la Real Academia de la Historia y el Consejo Regional de Patrimonio Histórico, el entonces presidente de la Comunidad de Madrid, Ignacio González, resolvió rechazar definitivamente la declaración de Interés Cultural. Contra esa decisión, la Plataforma de Ayuda al Teatro Albéniz interpuso un recurso de reposición que está pendiente de ser resuelto en la actualidad.
En 2018, la Comunidad de Madrid lo declaró Bien de Interés Patrimonial, elevando así su nivel de protección.
Adquirido por la inmobiliaria Silicius, fue sometido a una remodelación integral, junto con el antiguo Hotel Madrid, manteniendo los elementos protegidos y recuperando los autómatas de madera de la fachada de Ángel Ferrant. Bajo la denominación UMusic Hotel Madrid, forma parte de un complejo cultural y hotelero con 130 habitaciones, 898 butacas y una sala para eventos y espectáculos. Su apertura se produjo en noviembre de 2022 con el musical Company, dirigido y protagonizado por Antonio Banderas.